# گراهام الیسون

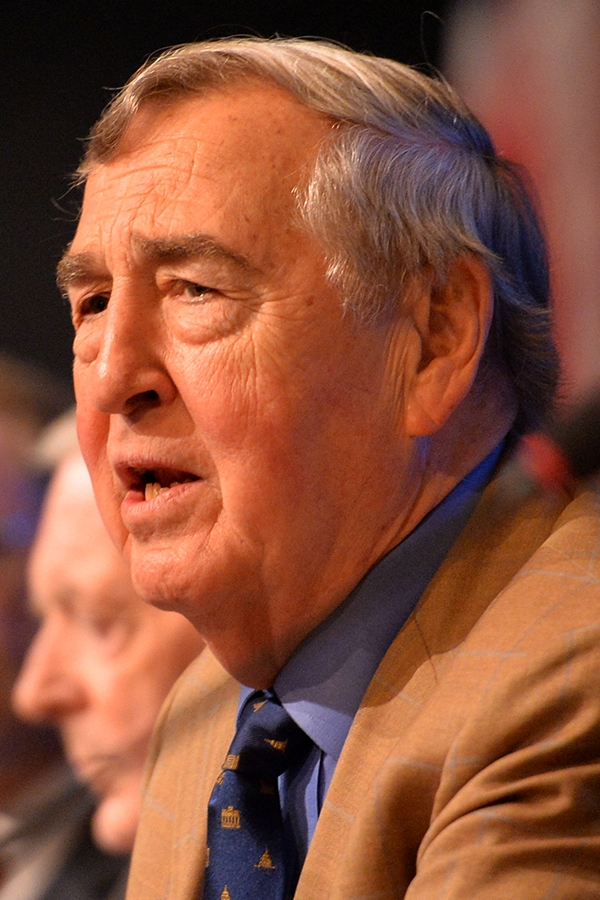
گراهام آلیسون در سال ۲۰۱۷

گراهام جونیور تیلت الیسون (به انگلیسی: Graham Tillett Allison, Jr) (متولد ۲۳ مارس ۱۹۴۰) دانشمند علوم سیاسی آمریکایی و استاد مدرسه دولتی جان اف. کندی در دانشگاه هاروارد است.
کتاب بازسازی سیاست خارجی: پیوند سازمانی که با همکاری پیتر سنتون نوشت و در سال ۱۹۷۶ منتشر شد، تا حدودی بر سیاست خارجی دولت جیمی کارتر، رئیس جمهور ایالات متحده آمریکا در اوایل سال ۱۹۷۷ تأثیر گذاشت. از سال ۱۹۷۰، الیسون همچنین یک تحلیلگر برجسته سیاست امنیت ملی و دفاعی ایالات متحده با علاقه خاص به موضوعات سلاح‌های هسته ای و تروریسم بوده‌است.